# Aumagne
Aumagne és un municipi francès situat al departament del Charente Marítim i a la regió de la Nova Aquitània. L'any 2007 tenia 659 habitants.

## Demografia

### Població
El 2007 la població de fet d'Aumagne era de 659 persones. Hi havia 281 famílies de les quals 88 eren unipersonals (24 homes vivint sols i 64 dones vivint soles), 105 parelles sense fills, 80 parelles amb fills i 8 famílies monoparentals amb fills.
La població ha evolucionat segons el següent gràfic:
Habitants censats

### Habitatges
El 2007 hi havia 362 habitatges, 288 eren l'habitatge principal de la família, 38 eren segones residències i 36 estaven desocupats. Tots els 362 habitatges eren cases. Dels 288 habitatges principals, 241 estaven ocupats pels seus propietaris, 30 estaven llogats i ocupats pels llogaters i 16 estaven cedits a títol gratuït; 3 tenien una cambra, 17 en tenien dues, 40 en tenien tres, 72 en tenien quatre i 155 en tenien cinc o més. 233 habitatges disposaven pel capbaix d'una plaça de pàrquing. A 129 habitatges hi havia un automòbil i a 117 n'hi havia dos o més.

### Piràmide de població
La piràmide de població per edats i sexe el 2009 era:
| Homes | Edats   | Dones |
| ----- | ------- | ----- |
| 0     | 95 o +  | 4     |
| 0     | 90 a 94 | 4     |
| 4     | 85 a 89 | 4     |
| 8     | 80 a 84 | 12    |
| 12    | 75 a 79 | 12    |
| 20    | 70 a 74 | 24    |
| 12    | 65 a 69 | 28    |
| 32    | 60 a 64 | 12    |
| 24    | 55 a 59 | 28    |
| 12    | 50 a 54 | 32    |
| 32    | 45 a 49 | 24    |
| 16    | 40 a 44 | 20    |
| 16    | 35 a 39 | 12    |
| 20    | 30 a 34 | 16    |
| 16    | 25 a 29 | 24    |
| 20    | 20 a 24 | 20    |
| 20    | 15 a 19 | 4     |
| 16    | 10 a 14 | 12    |
| 0     | 5 a 9   | 20    |
| 16    | 0 a 4   | 12    |

## Economia
El 2007 la població en edat de treballar era de 398 persones, 261 eren actives i 137 eren inactives. De les 261 persones actives 231 estaven ocupades (129 homes i 102 dones) i 30 estaven aturades (15 homes i 15 dones). De les 137 persones inactives 62 estaven jubilades, 26 estaven estudiant i 49 estaven classificades com a «altres inactius».

### Ingressos
El 2009 a Aumagne hi havia 292 unitats fiscals que integraven 699 persones, la mediana anual d'ingressos fiscals per persona era de 15.615 €.

### Activitats econòmiques
Dels 22 establiments que hi havia el 2007, 1 era d'una empresa alimentària, 6 d'empreses de construcció, 3 d'empreses de comerç i reparació d'automòbils, 1 d'una empresa de transport, 1 d'una empresa d'hostatgeria i restauració, 1 d'una empresa financera, 3 d'empreses de serveis, 4 d'entitats de l'administració pública i 2 d'empreses classificades com a «altres activitats de serveis».
Dels 7 establiments de servei als particulars que hi havia el 2009, 1 era un taller de reparació d'automòbils i de material agrícola, 1 fusteria, 3 lampisteries, 1 electricista i 1 restaurant.
L'únic establiment comercial que hi havia el 2009 era una botiga de menys de 120 m².
L'any 2000 a Aumagne hi havia 38 explotacions agrícoles que ocupaven un total de 1.450 hectàrees.

## Equipaments sanitaris i escolars
El 2009 hi havia una escola elemental integrada dins d'un grup escolar amb les comunes properes formant una escola dispersa.

## Poblacions més properes
El següent diagrama mostra les poblacions més properes.